# Tadeusz Osipowicz
Tadeusz Osipowicz (ur. 1955 w Wilnie) – artysta kabaretowy. 

## Życiorys
Absolwent AWF – kierunek Rehabilitacja Medyczna. Został zauważony przez Zenona Laskowika podczas 6. Festiwalu Studentów Polskich w Poznaniu, gdzie występował ze swoim kabaretem o nazwie TOTO – czyli „Tajna Organizacja Tadeusza Osipowicza”.
Z TEYem był związany w latach 1979-1983. Występował w takich programach jak: „Szlaban” i „Przedszkole”, a także „S tyłu sklepu”. Razem z Zenonem Laskowikiem, Rudim Schuberthem i Bohdanem Smoleniem zagrał w filmie Filip z konopi (1981) w reżyserii Józefa Gębskiego. Obecnie mieszka w Waszyngtonie.
W 2010 r. otrzymał „Nagrodę im. E. Kwiatkowskiego” za zasługi w rozwoju stosunków gospodarczych między Rzecząpospolitą Polską a Polonią.